# Håbols kyrka
Håbols kyrka är en kyrkobyggnad som sedan 2010 tillhör Dals-Eds församling (tidigare Håbols församling) i Karlstads stift. Den ligger i Håbol i Dals-Eds kommun.

## Kyrkobyggnaden
Första träkyrkan på platsen kan vara byggd på 1200-talet. Nuvarande korskyrka i timmer uppfördes 1790 - 1794. Kyrkan består av långhus med tresidigt kor i öster och torn med vapenhus i väster. Korsarmar sträcker sig ut åt norr och TV söder. Öster om koret finns en tillbyggd sakristia som är uppförd 1874. Vid södra sidan finns ett vindfång som är tillkommet omkring år 1900. Långhuset och korsarmarna har sadeltak som är täckta med skiffer

Innerväggarna kalkades 1803 och ytterväggarna brädfodrades 1829. Vid en renovering 1874 skapades ett ljusare och stramare kyrkorum och 1887 målades ytterväggarna vita från att tidigare ha varit rödmålade. En stor restaurering genomfördes 1950-1951 då såväl exteriör som interiör omändrades. Kyrkorummet fick ljusa gröna kulörer och innerväggarna putsades med kalkbruk. Nya dörrar och fönster sattes in och korgolvet höjdes.

## Inventarier

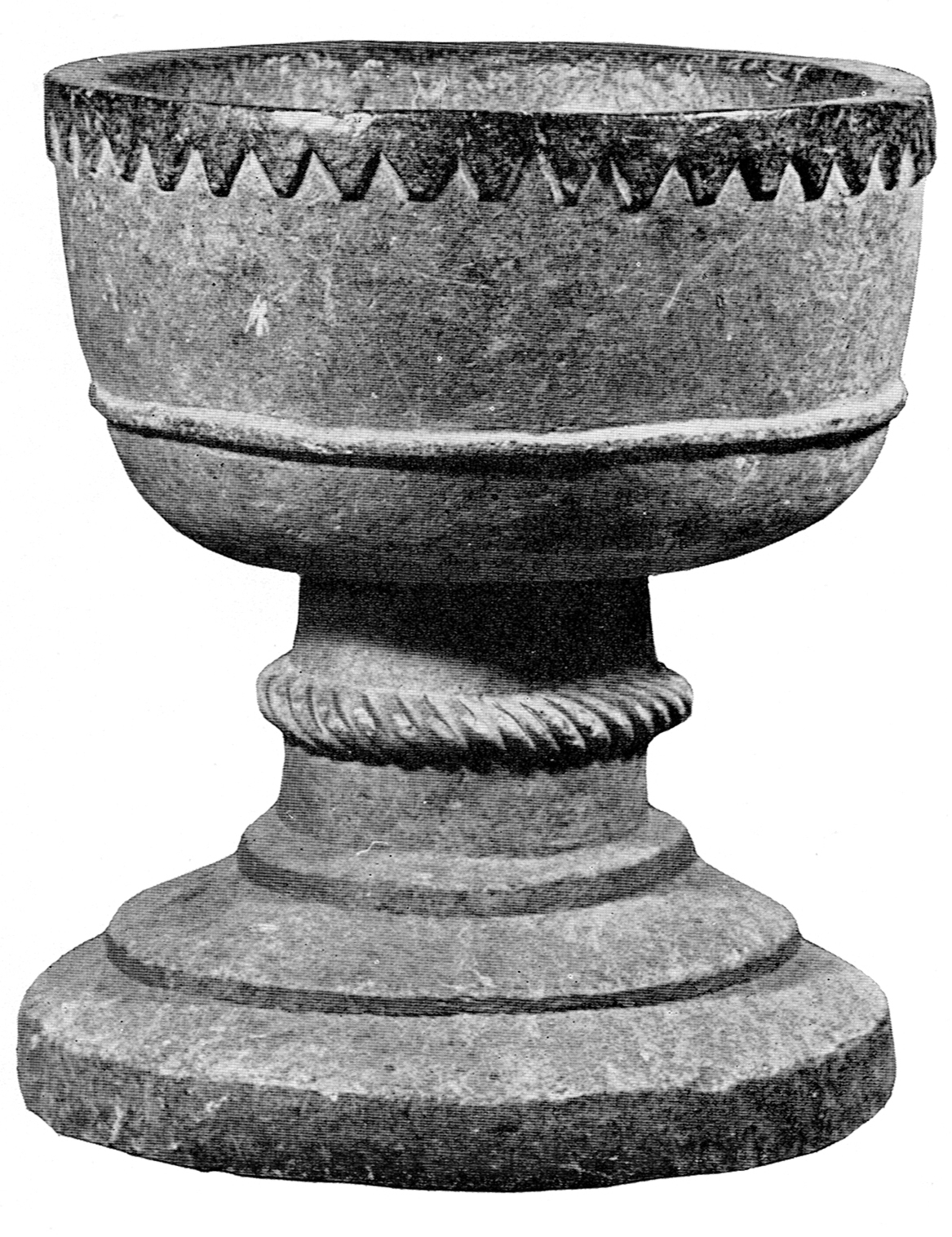
Dopfunt.

- Dopfunt täljsten från 1200-talet. Höjd 74 cm i två delar. Cuppan har längs den övre kanten en bård i spetsflikmönster och i nederkanten en enkel rundstav. Foten med skaft, har kring sin mitt en kraftig repstav. Fotplattan är trappstegsformad med tre skivor. Uttömningshål i funtens mitt. Föremålet har inga större skador. Enligt tradition i trakten ska funten vara huggen lokalt och täljstenen bruten i Sannerud.[1]
- Altartavlan är målad 1911 av den norske målaren Mauritz Drougge och har motivet Jesus i Getsemane.
- Predikstolen är tillverkad av samma snickare som predikstolen i Nössemarks kyrka. Kyrkorna tillkom ungefär samtidigt. Predikstolen byggdes om 1950 och fick ett nytt underrede då korgolvet höjdes.

### Orgel
- En orgel byggdes 1898 av Anders Gustaf Johansson från Skallsjö (Floda). Den hade 6 stämmor, en manual och bihängd pedal. Fasaden köptes troligen in begagnad.
- Den nuvarande orgeln tillverkades 1958 av Lindegren Orgelbyggeri AB, Göteborg och är pneumatisk. Den har en fast kombination. Fasaden är från 1898 års orgel och den nuvarande orgeln innehåller troligen delar därifrån. Instrumentet fick därmed fjorton stämmor fördelade på två manualer och pedal.[2]

| Huvudverk I  | Svällverk II      | Pedal       | Koppel   |
| Principal 8´ | Rörflöjt 8´       | Subbas 16´  | I/P      |
| Gedackt 8'   | Salicional 8'     | Borduna 8'  | II/P     |
| Oktava 4'    | Gemshorn 4'       | Koralbas 4' | II/I     |
| Oktava 2'    | nasard 2 2/3'     |             | II 16'/I |
| Mixtur 4 kor | Svegel 2'         |             | II 4'/I  |
|              | Ters 1 3/5'       |             |          |
|              | Crescendosvällare |             |          |